# Ектор Ґімар
Екто́р Ґіма́р або Гектор Ґімар  (фр. Hector Guimard; 10 березня 1867, Ліон, Франція — 20 травня 1942, Нью-Йорк, США) — французький архітектор, дизайнер, декоратор і майстер ужиткового мистецтва, провідний представник мистецтва модерн (ар-нуво) у Франції. Вчився, а пізніше викладав у школі декоративних мистецтв і школі прекрасних мистецтв в Парижі. Найбільш яскраво проявив себе в оформленні станцій метро, як автор унікального дизайну вхідних порталів в паризький метрополітен. До найвідоміших творів Ґімара відносяться комплекс Кастель Беранже (1894–1898), що отримав в 1899 році приз за найкращий фасад Парижа, і павільйони-входи паризького метрополітену (1899–1904).

## Біографія
Ектор Ґімар народився 10 березня 1867 року в Ліоні. З 1882 по 1885 роки навчався в Школі декоративних мистецтв, а з 1885 по 1889 роки — у Школі витончених мистецтв в Парижі. Ґімар робив успіхи у навчанні й був нагороджений поїздкою до Англії і Бельгії. В 1887 році він отримав своє перше замовлення — будівництво кафе-ресторану в Парижі. Закордонна подорож дуже вплинула на молодого майстра, особливо будівлі за проєктами бельгійського архітектора Віктора Орта. У 1894 році Ектор Ґімар повертається у Францію і чотири роки викладає у Школі декоративних мистецтв у Парижі. У 1894–1899 роках працює над втіленням проєкту особняка Беранже. Ґімар уперше зробив металеву конструкцію одним з елементів архітектурного рішення — вписав в кам'яну арку входу асиметричну композицію кованих воріт і продовжив металевий декор у вестибюлі. Була створена жива композиція з готичного і японського стилів та рококо. В оздобленні фасаду він використовував цеглу, щебінь, частково кольоровий камінь, пісковик і глазуровану керамічну плитку, створивши вражаючу композицію матеріалів «ручної роботи». Фасад Кастель Беранже у 1898 році був удостоєний міської премії Парижа й у тому ж році Ґімар опублікував про цей будинок книгу з 65 ілюстраціями й навіть переніс в нього свою майстерню. Завдяки цьому проєкту Ґімар став відомим і отримував багато замовлень, в яких потім продовжилися його модерністські дослідження. У 1898 році Ґімар отримав замовлення на зведення станцій паризького метрополітену. Їх будівництвом він займався з 1898 по 1904 роки. У 1907 році вийшов каталог металевих елементів, що застосовуються до будівель: «Художній метал, стиль Ґімар», в тому числі й картуші для балконів, кнопки дзвінків і таблички з номерами будинків. Його універсальні креслення можна було виконувати в будь-якому матеріалі. У період між 1900 і 1913 роками він створював у місті оригінальні конструкції: скляні дахи схожі на крила комах і зелені стійки, що нагадували за формою вусики. З часом вони стали сприйматися як складова частина традиційної паризької архітектури, але в той час це був виклик проти пануючого класицизму. Як один з найбільш успішних і популярних архітекторів стилю «ар-нуво» Ґімар оформив ще безліч житлових будинків і вілл. Але на початку XX століття страх війни зробив Ектора Ґімара вигнанцем (його дружина була єврейкою) і у 1938 році він емігрував до США. Як представник мистецтва модерну він часто стикався з тим, що його не розуміли, тому в останній період його життя його проєкти не фінансувалися й остаточно про Ектора Ґімара забули після його смерті в Нью-Йорку у 1942 році.

## Творчість і «стиль Ґімар»
Вихованець Школи декоративно-прикладного мистецтва і Школи витончених мистецтв Парижа, починав з неоготичних тенденцій. Використовуючи скло і сталь, він багато експериментував з рослинними орнаментами і віньєтками в дусі рококо. Потім активно працює у стилі модерн. Саме в ті часи модерн отримав поширення у Європі (1890–1910 роки). Це стиль, витвори якого характеризуються гнучкими, природними лініями. У модерні немає місця прямим лініям і гострим кутам, а також використовуються нові для того часу технології й матеріали — скло і метал. Для модерну характерні як і оригінальні дизайни фасадів, так і ретельно опрацьовані інтер'єри, поєднання естетичної краси та функціональності. Фантазія дизайнерів-модернистів торкнулася усіх конструктивних елементів: сходів, дверей, стовпів, балконів. Саме Ектор Ґімар розвивав ідеї модерну у Франції. Ґімара можна зарахувати до числа найбільш значних французьких представників флорального модерну, його власний стиль («стиль Ґімар») характеризується особливою лінією і грою контрастів. Він створював незвичайні інтер'єри, був автором проєктів меблів. Деякі створені Ґімаром предмети внутрішнього оздоблення належать до найкращих зразків французького «ар-нуво». Ґімар хотів широко поширити нове мистецтво. У 1920 році він спроєктував одну з перших ліній меблів для масового виробництва. Попри те, що більшість його робіт швидше інженерні, ніж архітектурні він розглядав себе як архітектора мистецтва. Його житловий будинок Кастель Беранже в Парижі був одною з перших будівель «ар-нуво» за межами Бельгії. Його найвідоміші роботи — це створені у 1898–1901 роках кілька входів у паризьке метро. Наприклад, станція «Площа Бастилії» демонструє архітектурне поєднання китайської пагоди з «ар-нуво». Замок Henriette в Севрі, створений у 1903 році, виконано вигадливо і навіть дивно. Ґімар також проєктував синагогу в стилі модерн в Парижі у 1913 році.

## Проєкти Ґімара
- Готель Rosze, Париж, Франція (1891 рік)
- Вілла Jassede, О-де-Сен, Франція (1893 рік)
- Замок Beranger, Париж, Франція (1895—1898 роки)
- Вілла Берта, Івелін, Франція (1896 рік)
- Вілла «La Bluette», Кальвадос, Франція (1899 рік)
- Замок Henriette — Севр, Франція (1899—1903 роки)
- Готель Nozal, Париж, Франція (1902—1906 роки)
- Замок Orgeval, Ессон, Франція (1904 роки)
- Група будівель на вул. Ла Фонтен, Париж, Франція (1909—1911 роки)
- Готель Guimard, Париж, Франція (1909—1912 роки)
- Готель Mezzara, Париж, Франція (1910—1911 роки)
- Вхід у метро Chatelet, Париж, Франція (1912 рік)
- Синагога, Париж, Франція (1913 рік)
- Офісна будівля, Париж, Франція (1914—1919 роки)
- Прибуткові будинки, Париж, Франція (1927—1928 роки)

## Метро
| k | i | k | k |

Паризьке метро (Paris Métro) — один з найстаріших метрополітенів в Європі. Його відкриття відбулося 19 липня 1900 року. Перші станції паризького метрополітену оформляли в стилі модерн. Це була перша спроба європейської архітектури надати транспортному спорудженню мистецьке обличчя. Завдяки Ґімару з'явився термін «стиль метро» — одне з численних найменувань стилю модерн. Під час будівництва паризького метрополітену був організований конкурс ескізів наземних входів у метро. Головний приз у цьому конкурсі отримав проєкт архітектора Дере. Але паризька мерія відхилила проєкт Дере, і замовлення отримав Ектор Ґімар, знаменитий майстер стилю модерн. Сьогодні, здається, неможливо уявити Париж без цього «метро Ґімара». З усім тим, керівництво паризького метрополітену поступово замінює Ґімаровські решітки біля входів на станції й ліхтарі на прості балюстради. Коли закінчився архітектурний розквіт «ар-нуво», йому на зміну прийшов конструктивізм. Стиль модерн «вийшов із моди», і частина будинків, побудованих Ґімаром, була зруйнована. Виконуючи проєкт для паризького метрополітену, Ґімар надбудував над входами на деякі станції легкі павільйони. Таких станцій було небагато, а до наших днів дійшли взагалі одиниці. Якщо свого часу творець знаменитої Ейфелевої вежі — Гюстав Ейфель рекламував метал перш за все як будівельний і конструктивний матеріал, то Ґімар показав його пластичні можливості. Павільйони трьох станцій метрополітену (вони не збереглися) архітектор збудував зі стандартних металевих елементів, кольорового скла і вставок з емалі на сталі. Метал був забарвлений в темно-зелений колір, який імітував патину — стару бронзу.

## Цікаві факти
- Про архітектора Ектора Ґімара 1992 року у Франції режисером Паскаль Кані знято документальний фільм «Ектор Ґімар, архітектор і його божевілля» (Hector Guimard, un architecte et ses folies)[9].
- У Москві біля входу на станцію метро «Київська» є вивіска «Metropolitain» — це подарунок Паризького управління транспорту[10].
- Багатьох дослідників в галузі архітектури цікавить ім'я Ектора Ґімара. Вони довгий час вивчали й відновлювали його біографію й основні етапи творчості. Однак багато інформації було втрачено, як і більшість споруд Ґімара залишаються недоступними для публіки[5].

## Виноски
1. ↑  Bibliothèque nationale de France BNF: платформа відкритих даних — 2011.
2. ↑  https://picasso.iro.umontreal.ca/~mona/api/v3/artists
3. 1 2 3 4  Гимар Гектор (1867—1942) [Архівовано 9 листопада 2013 у Wayback Machine.] (рос.)
4. 1 2 3  Модерн. architecture-styles.com [Архівовано 28 жовтня 2011 у Wayback Machine.] (рос.)
5. 1 2 3 4 5  Эктор Гимар. Hector Guimard. architime.ru [Архівовано 10 вересня 2011 у Wayback Machine.] (рос.)
6. ↑  Гимар Эктор. persons-info.com [Архівовано 10 листопада 2013 у Wayback Machine.] (рос.)
7. ↑  Парижское метро. zel-veter.ru [Архівовано 11 травня 2015 у Wayback Machine.] (рос.)
8. ↑  Ар нуво, метро и Гимар. russianparis.com [Архівовано 11 травня 2019 у Wayback Machine.] (рос.)
9. ↑  Эктор Гимар, архитектор и его безумства. afisha.ru [Архівовано 10 березня 2016 у Wayback Machine.] (рос.)
10. ↑  Париж на «Киевской». moskva.aif.ru (рос.)